# Hedemora (comune)
Hedemora è un comune svedese di 15 178 abitanti, situato nella contea di Dalarna. Il suo capoluogo è la cittadina omonima, che conta circa 7 300 abitanti.

## Località
Nel territorio comunale sono comprese le seguenti aree urbane (tätort):
- Garpenberg
- Hedemora
- Husby
- Långshyttan
- Västerby
- Vikmanshyttan

## Amministrazione

### Gemellaggi
- Bauska
- Ishozi
- Nord Fron
- Nysted
- Vehkalahti